# Magic Mike
Magic Mike er et amerikansk komedie-drama fra 2012, som er instrueret af Steven Soderbergh og i filmen medvirker Channing Tatum, Alex Pettyfer, Matt Bomer, Joe Manganiello og Matthew McConaughey. Filmen handler om den 19-årige Adam, som bliver del af mandestripperverden, ført an af Mike Lane, som har været i branchen i seks år.
Filmen er løst baseret på Tatums egne oplevelser, som en 18-årig stripper i Tampa, Florida. Magic Mike blev optaget flere steder om rundt og i den vestlig centrale del af Florida. Filmen lukkede Los Angeles Film Festival den 24. juni 2012, og blev udgivet af Warner Bros. den 29. juni 2012 og blev både et anmelder- og publikumshit.
En fortsættelse, Magic Mike XXL, instrueret af Gregory Jacobs, havde premiere den 1. juli 2015.

## Plot
Mike (Tatum) har store planer for sin egen virksomhed, men betaler sine regninger gennem en række underlige jobs, især som stjernestripper på Xquisite Strip Club i Tampa, en klub ejet af Dallas (McConaughey), som drømmer om at skabe et "imperium" af stripklubber.
Mike møder snart den 19-årige Adam (Pettyfer), en fyr der er droppet ud af college, som ender op på byggepladsen, hvor Mike arbejder. Mike tager Adam under sin vinge og opfordrer ham til at begynde at strippe på Xquisite. Mike bliver også præsenteret for Adams søster Brooke (Horn). På trods af sit on-and-off forhold til kvinden Joanna (Munn), bliver Mike sig tiltrukket af Brooke og lover at passe på Adam.
Adam synker dybere og dybere ind i Xquisite-dansernes overdrevne livsstil, med stofmisbrug og sex med mange af deres kunder. Da Dallas meddeler, at han har en plan om at flytte deres klub til Miami, betroer Mike sig til Brooke, at han er træt af livsstilen og håber at kunne få et mindre lån for at forfølge sin drøm om at åbne en møbelvirksomhed. Banken afviser hans låneansøgning, og Mike indser, at han er nødt til at blive i branchen for at kunne betale sine regninger. Mike deltager senere i en fest i Dallas' hus, hvor Adam bliver en del af en pyramideforretning med handel af stoffer med Tobias (Iglesias), Xquisites DJ, i toppen, hvor Adam skal sælges stoffer til Xquisites kunder og får udleveret en pakke ecstasy, som han skal sælge. Adam er nu afhængig af stoffer og Mike forsøger at skjule Adams hensynsløse opførsel for Brooke, som stoler på at Mike passer på ham.
Et par dage senere optræder Mike og Adam til en privat fest i et studenterforeningshus, hvor Adam har stofferne med. Ved festen giver Adam en af pigerne en ecstasy-pille, der forårsager et slagsmål mellem Adam og pigens kæreste. Mike og Adam er tvunget til at flygte uden stofferne, som Adam siger var $1.000 værd. De har heller ikke fået deres betaling med i flugten, hvilket gør Dallas rasende. Efter næste aftens show, tager Mike og Adam stoffer og tager hen til en klub. Adam kaster op og besvimer; Brooke finder ham på Mikes gulv næste morgen. Brooke konfronterer vredt Mike om hans livsstil og afslutter hendes venskab med ham. Tobias og hans leverandører bryder ind i Mikes hus og leder efter Adam og afslører, at stofferne faktisk var $10.000 værd. Mike betaler Adams regning med det meste af sin opsparing.
Senere, inden strippernes sidste forestilling på Xquisite, beslutter Mike, at han har fået nok. Da han ved, at Dallas ikke føler nogen loyalitet over for nogen af stripperne og er drevet af grådighed, forlader Mike klubben gennem bagdøren. Efter at have indset, at Mike ikke kommer tilbage, forfremmer Dallas Adam til at erstatte Mike som hoveddanser. Mike kører til Brookes lejlighed og fortæller hende, at han er holdt op med at strippe. Hun har hørt, hvad han gjorde for Adam, og hun inviterer ham ind til morgenmad, selvom det er midt om natten. Hun spørger legende, hvad de kan gøre indtil morgen, og de forenes i et kys.

## Cast
- Channing Tatum som Michael "Magic Mike" Lane,[8] en mandlig stripper, der arbejder på Xquisite.
- Alex Pettyfer som Adam "The Kid",[8] Mikes lærling og senere ven.
- Cody Horn som Brooke,[9] Adams søster og Mikes flirt.
- Olivia Munn som Joanna, Mikes on/off kæreste.
- Matthew McConaughey som Dallas,[8] en tidligere stripper, som ejer Xquisite og er Mikes chef.
- Joe Manganiello som Big Dick Richie[10]
- Matt Bomer som Ken[9][11]
- Adam Rodriguez som Tito
- Kevin Nash som Tarzan
- Gabriel Iglesias som Tobias[12]
- Mircea Monroe som Mercedes
- Camryn Grimes som Birthday Girl
- Riley Keough som Nora[12]
- Wendi McLendon-Covey som Tara[12]
- Betsy Brandt as Banker

## Produktion

### Udvikling
Magic Mike er instrueret af Steven Soderbergh og baseret på et manuskript af Reid Carolin, som også er producer på filmen. Manuskriptet er delvist inspireret af Channing Tatums egne oplevelser som stripper i Tampa, Florida, da han var 18 år. Tatum sagde, at han gerne ville indfange atmosfæren og energien fra hans fortid som stripper, men at filmens handling er opdigtet, hvilket giver dem mulighed for at skabe deres egne scenarier. Projektet, der blev annonceret i april 2011, var med-finansieret af Soderbergh og Tatum. I 2010 fortalte Tatum en australsk avis, at han ville lave en film om sine oplevelser som stripper, med ordene, "Jeg har allerede udvalgt en instruktør. Jeg vil gerne have Nicolas Refn til at lave den, han lavede filmen Bronson, fordi han vil være for vild til det." Refn sagde også ja til projektet, fordi han og Tatum allerede havde planer om at lave en anden film sammen. Den anden film blev dog ikke til noget, og på grund af Tatums travle skema, gik Tatum i stedet til Soderbergh, som han samtidig arbejdede sammen med i Haywire, med ideen. Efter Soderbergh havde castet Tatum og Pettyfer til de ledende roller, brugte Carolin tiden på at gennemrette manuskriptet. Han skrev første udkast i løbet af en måned. Soderbergh fremlagde at vise historien fra to personers synspunkt: historien fortalt gennem den unge Adam og fortalt gennem hans mentor Mike.
Dansenumrene blev koreograferet af Alison Faulk, mens Christopher Peterson stod for kostumedesign og Frankie Pine stod for musikken. Der optrædes med flere dansenumre i filmen. Musikproduceren Jack Rayner skabte en special dubstep-version af sangen "It's Raining Men" sunget af Countré Black, til det første dansenummer stripperne optræder med i filmen. Til dette nummer valgte Peterson at bruge glitterspray på paraplyerne og regnfrakkerne for at få dem til at se våde ud. The Kids første strip havde med vilje ingen koreografi og det var Pettyfers egen idé, at han skulle smide bukserne. Inden optagelserne vidste Pettyfer ikke hvilken sang der ville blive spillet, og det endte med at blive Madonnas "Like a Virgin" sunget af Nashville-sangeren Chris Mitchell. Strippertruppen optræder til sangen "Sound Off (The Duckworth Chant)" med andre tekster til et militær-inspireret nummer. Scenen hvor Mike og Adam skal optræde i et studenterforeningshus udklædt som politibetjente var ikke med i det oprindelige manuskript, men var Petersons idé. Musiksupervisor Pine planlagde egentlig at bruge Kid Rocks "Cowboy" til The Kids cowboy-inspirerede dansenummer. Det var dog ikke muligt, så hun valgte i stedet Big & Richs "Save a Horse (Ride a Cowboy)". Ved kendskab til Tatums danseevner, gav Faulk ham frie hænder til at koreografere Mikes sidste solo til dubstepsangen "Calypso" af Excision og Datsik. McConaughey, som ikke havde nogen dansenumre planlagt i det originale manuskript, ville gerne have en stripperoptræden, som bliver det sidste dansenummer i filmen, hvor han først synger "Ladies of Tampa" og derefter stripper. Sangen blev skrevet i løbet af tre timer af musik-supervisor Frankie Pine, Matthew McConaughey og Martin Blasick, McConaugheys guitarunderviser. G-strengene blev lavet af firmaet Pistol Pete.

### Casting
Den 16. august 2011 blev det officielt, at Matthew McConaughey havde fået en rolle i filmen. Han var den første person til at blive castet til filmen, næst efter Tatum. McConaughey afslørede, at Soderbergh selv ringede til ham for at tilbyde ham rollen. Efter Soderbergh havde pitchet ham historien, havde McConaughey grint og sagt ja til rollen indenfor 10 minutter. Det blev anden gang han sagde ja til en rolle over telefonen: første gang var til en Richard Linklater-film. Om rollen har McConaughey udtalt: "Jeg vidste at jeg bare var nødt til at prøve det af. Det var virkelig sjovt at skulle spille en så engageret, på så mange måder." Joe Manganiello sagde ja til rollen som Big Dick Richie efter at have talt med What to Expect When You're Expecting-kollegaen Chris Rock, som overtalte ham til at gøre det. Cody Horn fortalte hvordan hun fik rollen som Brooke: "De ville egentlig ikke se mig til audition, fordi jeg var for ung, men min agent, Jason, kæmpede for at få mig ind. Carmen Cuba, castinglederen, gik med til at mødes med mig og mødet blev optaget. Hun spurgte mig om mit liv, mit kærlighedsliv, sådan nogen ting. Vi snakkede som var vi veninder; det var mere venskabeligt end et formelt møde. Jeg fik så et opkald om at jeg var inviteret til audition til filmen. Efter vi havde spillet scenerne til auditionen, trak Carmen mig til side og sagde, "det her vil aldrig ske i din karriere igen, men du havde rollen inden du trådte ind af døren."
Castet besøgte en stripklub for at se hvordan den verden med dansenumre var, samt fik informationer om hvad der foregår backstage. Som forberedelse til rollen fik McConaughey regelmæssigt voksbehandlinger i Los Angeles. Matt Bomer måtte tage 7 kg på til hans rolle. Adam Rodriguez trænede løb- og styrketræning.

### Optagelser
Hoveddelen af optagelserne blev indspillet i Playa del Rey, Los Angeles i september 2011 og senere blev der også optaget i Tampa i slut oktober. Scenerne som finder sted i den opdigtede klub Xquisite blev filmet i Studio City, Los Angeles. Locations i Florida var bl.a. Fort Desoto Bridge, Dunedin-kysten, den mexicanske golf, Tampa, Ybor City, St. Petersburg, Tarpon Springs og Tierra Verde. Soderbergh optog det meste af filmen gennem et double straw camera-filter, bortset fra inde i klubben.

### Musik
Soundtracket blev udgivet den 28. juni 2012 af WaterTower Music. Andre sange i filmen er bl.a. Cobra Starships "#1Nite", Sean Pauls "Got 2 Luv U" og Ginuwines "Pony".
Track listing
| Nr. | Titel                       | Kunstner(e)         | Længde |
| --- | --------------------------- | ------------------- | ------ |
| 1.  | "Breakdown"                 | Alice Russell       | 3:45   |
| 2.  | "It's Raining Men"          | Countré Black       | 1:57   |
| 3.  | "Bang Bang Boom"            | The Unknown         | 1:58   |
| 4.  | "Gimme What You Got"        | Black Daniel        | 3:13   |
| 5.  | "Just For Now"              | Cloud Control       | 3:57   |
| 6.  | "Money"                     | Ringside            | 2:54   |
| 7.  | "Sassy Sexy Wiggle"         | Joe Tex             | 4:02   |
| 8.  | "Mo Cash!"                  | Vegas Audio Ninjas  | 2:08   |
| 9.  | "Wash U Clean"              | Beth Thornley       | 3:13   |
| 10. | "Victim"                    | Win Win & Blaqstarr | 3:37   |
| 11. | "Ladies of Tampa"           | Matthew McConaughey | 1:14   |
| 12. | "Feels Like the First Time" | Foreigner           | 4:20   |

## Udgivelse
Warner Bros. Pictures erhvervede de amerikanske distributionsrettigheder til den independent-producerede film den 27. oktober 2011. Magic Mike blev vist første gang ved Los Angeles Film Festival hvor den lukkede festivalen den. 24. juni 2012, med en national udgivelse den 29. juni 2012 i USA.

### Marketing
Den første trailer i fuld længde for filmen blev udgivet på iTunes den 18. april 2012 med en plakat, der fortalte filmens navn. Den første plakat med castet blev udgivet den 1. juni 2012, sammen med en ny trailer. Endnu en plakat blev udgivet den. 4. juni 2012, og en fjerde trailer blev udgivet den 13. juni 2012. For at promovere filmen optrådte Channing Tatum, Matthew McConaughey, Joe Manganiello og Matt Bomer i et photoshoot til Entertainment Weekly som kom på gaden den. 25. maj 2012. Den 3. juni 2012 deltog Tatum, McConaughey og Manganiello ved MTV Movie Awards, hvor de overrakte prisen i kategorien "Best On-Screen Transformation". Under overrækkelsen ankom Manganiello udklædt som en strippende brandmand.
Filmens kampagne, som oprindeligt appellerede til heteroseksuelle kvinder, blev også rettet mod homoseksuelle mænd, efter det blev klart at der også var et publikum i dem. Warner Bros. ansatte marketingfirmaet Kartel Group til at lave den rette kampagne målrettet homoseksuelle mænd. Website AfterElton.com beskrev, at homoseksuelle mænd ikke kunne forholde sig til filmens første trailer, fordi filmen heri blev "solgt som en romantisk komedie" med fokus på forholdet mellem Tatum og Horn, men det ændrede sig da kampagne nu skiftede fokus til "den mandlige krop" i en aldersbegrænsede trailer (den fjerde trailer). I juni 2012 sås en Magic Mike-flåde i West Hollywoods Pride Parade og ved andre pride-events i New York og San Francisco.

### Box office
Magic Mike viste sig at blive et box office-hit, med en indtjening på $113,721,571 og $53,500,000 udenfor Nordamerika med en total indtjening på $167,221,571 verdenom ud fra et beskedent budget på $7 million; den er den bedst indtjenende film indenfor danse-genren. På premieredagen (29. juni 2012) tjente filmen bedre end forventet, og indtjente $19 million, plus en indtjening på $2 million ved midnatsvisningen. Den afsluttede åbningsweekenden lige bad Ted med en total på $39,127,170. Det var første gang en R-rated film indtjente mere end $21 million hen over en weekend.
I åbningsweekenden havde Magic Mike et publikum bestående af 73 % kvinder, og 43 % et publikum med en alder over 35 år. Dan Fellman, Warner Bros. Pictures President of Domestic Distribution udtalte, at fænomenet kunne sammenlignes med Sex and the City, som også appellerede til større grupper af kvinder.
Magic Mike var mere succesfuld i de røde republikanske stater end de blå demokratiske. Billetsalget i St. Louis og Nashville var 30% mere end forventet. Hvor billetsalget i New York City var 30% under forventningen.

### Anmeldelser
På Rotten Tomatoes har filmen godkendelsesrating på 79 %, baseret på 211 anmeldelser med en gennemsnitlig rating på 6.87/10. Siden kritiske konsensus lyder, "Magic Mikes følsomme instruktion, kloge manuskript, og stærke optrædener tillader publikum både at have mel i munden og blæse samtidig." På Metacritic, som tildeler normaliseret rating baseret på anmeldelser fra alle anmeldelser, har filmen en score på 72 ud af 100, som er baseret på 38 anmeldelser, som indikerer "generelt gode anmeldelser". Publikum angav på CinemaScore filmen den gennemsnitlig karakter "B" på en A+ til F-skala. Kofi Outlaw fra Screen Rant sagde om filmen, "en diskret kommentering på arbejdernes kamp og faldgruberne i den amerikanske drøm."
Filmen affødte Academy Award-rygter om Matthew McConaugheys præstation som Dallas. Han blev ikke udvalgt til at være blandt de nominerede, hvilket blev beskrevet som "snobberi" af flere.

### Top 10-lister
Magic Mike blev listet på mange anmelders top 10-lister.
- 2nd: Kyle Smith, New York Post
- 4th: Sam Adams, The A.V. Club
- 4th: Peter Knegt, Indiewire
- 5th: Guy Lodge, HitFix
- 5th: David Fear, Time Out New York
- 5th: Drew Taylor, Indiewire
- 6th: Rafer Guzmán, Newsday
- 6th: Melissa Anderson, The Village Voice
- 7th: Katie Walsh, Indiewire
- 7th: Elizabeth Weitzman, Daily News (New York)
- 9th: Gabe Toro, Indiewire
- 10th: Aaron Hills, The Village Voice
- Top 10 (ranked alphabetically): Richard Brody, The New Yorker
- Top 10 (ranked alphabetically): Nick Pinkerton, The Village Voice

### Anerkendelser
| Pris                                    | Kategori                   | Modtager(e)                                                               | Resultat  |
| --------------------------------------- | -------------------------- | ------------------------------------------------------------------------- | --------- |
| Broadcast Film Critics Association      | Best Supporting Actor      | Matthew McConaughey                                                       | Nomineret |
| Detroit Film Critics Society            | Best Supporting Actor      | Matthew McConaughey                                                       | Nomineret |
| Houston Film Critics Society            | Best Supporting Actor      | Matthew McConaughey                                                       | Nomineret |
| Independent Spirit Awards               | Best Supporting Male       | Matthew McConaughey                                                       | Vundet    |
| National Society of Film Critics Awards | Best Supporting Actor      | Matthew McConaughey (også for Bernie)                                     | Vundet    |
| New York Film Critics Circle Awards     | Best Supporting Actor      | Matthew McConaughey (også for Bernie)                                     | Vundet    |
| People's Choice Awards                  | Best Dramatic Film         | Magic Mike                                                                | Nomineret |
| People's Choice Awards                  | Favorite Movie Actor       | Channing Tatum (også 21 Jump Street og The Vow)                           | Nomineret |
| People's Choice Awards                  | Favorite Dramatic Actor    | Channing Tatum (også for The Vow)                                         | Nomineret |
| MTV Movie Awards                        | Best Male Performance      | Channing Tatum                                                            | Nomineret |
| MTV Movie Awards                        | Best Shirtless Performance | Channing Tatum                                                            | Nomineret |
| MTV Movie Awards                        | Best Musical Moment        | Channing Tatum, Matt Bomer, Joe Manganiello, Kevin Nash og Adam Rodríguez | Nomineret |

### Home media
Magic Mike blev udgivet på DVD og Blu-ray den 23. oktober 2012. I løbet af den første uge, solgte den 698,497 DVD og indtjente $10,449,515. Frem til den 23. december 2012, nåede DVD-salget op over 1.9 million med $26,362,047 i indtjening.

## Fortsættelse
I en Twitter Q&A i juli 2012 bekræftede Tatum arbejdet på en fortsættelse: "Ja, ja og ja! Vi er ved at udforme et koncept lige nu. Vi vil vende manuskriptet på hovedet og gøre det endnu større." I marts 2014 blev Magic Mikes assisterende instruktør Gregory Jacobs valgt til at instruere fortsættelsen med titlen Magic Mike XXL, hvis optagelser begyndte i slut 2014. Filmen havde premiere den 1. julii 2015.

## Teatermusical
Reid Carolin, som skrev filmens manuskript, har arbejdet på at lave en musicaludgave af filmen til Broadway.
Projektet blev bekræftet den 3. juni 2018 i den britiske finale af Britain's Got Talent, at en britisk musical-udgave af Magic Mike var i produktion og med forventet premiere i november 2018. Magic Mike Live London åbnede på Hippodrome Casino i Leicester Square den 10. november 2018.

## Tv-serie
HBO Max bestilte i april 2021 en reality-konkurrence programserie, med titlen The Real Magic Mike. Tatum og Soderbergh skulle være executive producers med en forventet premiere slut 2021. Serien blev produceret af Eureka Productions og Warner Bros. Unscripted Television, i samarbejde med Warner Horizon.